# 2016년 강남역 살인 사건
2016년 강남역 살인사건은 김성민(34세)이 2016년 5월 17일 새벽에 서울특별시 서초구 서초동의 남녀공용 화장실에서 불특정 여성 하모(23세)를 칼로 찔러 살해한 사건이다. 대한민국 대법원은 2017년 4월 13일 상고심에서 살인범 김성민에게 징역 30년을 선고한 원심을 확정했다.

## 사건
서울 강남역 인근 주점의 종업원인 피의자 김성민(34세)은 2016년 5월 17일 오전 0시 33분 경, 서울특별시 서초구 서초대로77길 48 남경빌딩의 남녀공용 화장실에 들어가서 대기하고 있다가 남성 6명은 그냥 보내고 약 30분 뒤인 오전 1시 7분에 들어온 여성 하모(23세)를 길이 32.5cm인 주방용 식칼로 좌측 흉부를 4차례 찔러 살해했다. (주점에서) "여성들로부터 무시를 당해서 범행을 저질렀으며, 피해자와는 모르는 사이"라고 진술했다.

## 수사

### 최초 조사
체포된 직후 경찰 조사에서 김성민은 "평소 여자들에게 무시를 많이 당해 왔는데 더 이상 참을 수 없어 범행을 저질렀다"고 진술했다. 서울서초경찰서는 5월 19일 "5월 18일에 김씨의 어머니를 불러 김씨가 '2008년부터 최근까지 조현병으로 치료를 받았다'는 진단서와 진료 기록을 확인하면서 정신 질환으로 4차례 입원하고, 2016년 1월 초 퇴원 당시 주치의로부터 '약을 복용하지 않으면 재발할 수 있다'는 진단을 받았음에도 3월 말 가출한 이후 약물을 복용하지 않은 사실 등 과거의 기록과 경험을 확인했다"고 발표했다. 또한 "현 단계에서 김씨의 심리나 태도 등에 대해 심층 분석이 필요하다"고 보고 5월 19일과 5월 20일 권일용 경찰청 범죄행동분석팀장 등 5명의 프로파일러를 투입해 2차례에 걸쳐 김씨와 문담을 갖고 심리 분석을 진행하였다.

### 프로파일링결과 발표
5월 22일 서울 서초경찰서는 브리핑을 통하여 피의자의 심리분석 결과를 발표하였다. 김씨는 청소년기부터 '앉았다 일어섰다'를 반복하는 등 이상 행동을 보였고 2003년 ~ 2007년 사이에 '누군가 나를 욕하는 소리가 들린다'고 주변인들에게 말하고 다녔다. 2014년에는 신학원에 다니면서 '나는 추진력 있게 일을 하려 하는데, 여성들이 나를 견제하고 괴롭힌다'는 생각을 갖게 되었다. 서울서초경찰서는 이처럼 피의자 김씨는 여성으로부터 피해를 당한 구체적인 사례가 없음에도 불구하고 평소 피해를 받았다는 피해 망상을 갖고 있다고 밝혔다. 그는 실제로 이러한 피해 망상으로 말미암아 2008년 병원에서 정신분열증(조현병) 진단을 받았고, 총 6차례 정신과에 입원해 치료 받았다. 또한 2008년 이후부터는 1년 이상 씻지 않는 등 기본적인 자기관리 기능이 손상된 상태였다. 하지만 김씨는 자신의 정신 질환에 대한 인식이 전혀 없어 2016년 1월초 퇴원 후에는 약물 복용을 중단했고, 범행 당시는 망상이 심해졌던 상태였다.
특히 서울 서초 경찰서는 김씨가 범행을 결심한 계기에 대해 “지난 5월 5일 김씨가 서빙 업무를 하던 식당에서 위생이 불결하다는 지적을 받고 5월 7일부터 식당 주방 보조로 옮겼는데, 이 과정에서 김씨에게 직접 위생 상태를 지적한 사람이 없었음에도 이를 여성이 뒤에서 자신을 음해했기 때문이라고 생각했던 것이 배경으로 보여진다”고 발표하였다. 사회적으로 여성 혐오 논란이 있는 것과 관련하여 김씨는 경찰과의 면담에서 “나는 일반적인 여성들에 대한 반감은 전혀 없고 여성 혐오자도 아니다. 여자들에게 인기가 있었을 때도 있었고, 날 좋아한 여자도 있었다. 다만, 여성에게 실제적인 피해를 당했기 때문에 그런 것”이라고 말하였다. 또한 인터넷 상의 여성 혐오 현상에 대해 “어린 사람들의 치기 어린 행동인 것 같고, 나는 그런 이들과 다르다”고 말하였지만 여성에게 당한 실제적인 피해의 구체적 내용에 대하여 "'지하철에서 어깨를 치고 가는데 보니까 다 여성이었다', '지하철에서 여성들이 나를 지각하게 하려고 일부러 천천히 걸으며 앞을 가로 막는다', '여성들이 담배 꽁초를 일부러 나에게 던진다' 등 사소하지만 기분 나쁜 일들은 다 참아왔는데, 직업적인 부분에서까지 음해를 하니 더 이상 못 참겠다고 느끼게 되면서 더 이상 이렇게 있다가는 내가 죽을 거 같아서 먼저 내가 죽여야겠다. 당하고 있을 수 만은 없다”고 밝혔다. 경찰은 김씨의 이러한 태도를 명확한 근거나 사례가 없는 피해 망상으로 판단하였다. 경찰은 “그는 막연한 느낌과 생각을 확고하게 믿고, 피해를 받았다고 말하는 등 ‘내 느낌이 그렇기 때문에 확실하다’는 식으로 진술하였다.
이처럼, 표면적 범행 동기나 피해자와의 직접적 관계 없이 망상적 사고를 갖고 범행을 저지른 점 등 여러 가지 수법과 정황으로 미루어 볼때, 이 사건은 동기없는 묻지마 살인 범죄 중 조현병 유형이며, 특히 바로 다음날에도 도주하거나 증거인멸을 하는 대신 식당으로 출근하다 검거됐고, 검거에 대한 현실적인 계획이나 대비가 없는 등 목적에 비해 계획이 체계적이지 않다는 점 역시 묻지마 범죄의 특성”이라고 밝혔다.
피의자를 조사한 프로파일러 권일용 팀장은 이번 사건은 조현병을 앓고 있는 피의자의 "피해망상이 부른 범죄"라고 지적하며, 피의자의 망상이 “반드시 여성에게만 나타나는 것이 아닌 자신을 제외한 타인들의 행동들에 전체적으로 적대감을 갖고 있는 형태로 분석되고 있다”라고 말했다. 다만 조현병 환자의 공격성에 대해서 "상대적으로 취약한 대상을 상대로 자기의 분노감을 표현하는 형태가 가장 많다”고 설명하였다. 또한 "이런 정신분열증 자체가 모든 생활을 와해시키는 것이 아니다. 자기가 원하는 것을 이루기 위해서는 체계적인 행동이 나타나기도 한다”고 한다며 조현병에 의한 범죄이더라도 계획적 범행이 가능하다고 설명하였다.

### 구속 영장 발부
5월 20일에 있었던 2차 심리 면담에 앞서 5월 19일 열린 구속 전 피의자 심문(영장실질심사)에서 "범죄가 중대하고 김씨가 도망가거나 증거를 인멸할 우려가 있다"는 이유로 서울중앙지방법원(한정석 영장전담판사)에서 구속영장을 발부하였다.

### 현장 검증
5월 24일 오전 8시 30분경 서울서초경찰서를 나선 피의자는 취재진의 질문에 답하지 않고 호송차량에 올라 오전 9시께 자신이 범행을 저지른 서울 서초구의 강남역 10번 출구 인근 노래방 공용 화장실에서 현장검증을 진행하기에 앞서 8시 55분에 입구에서 잠시 멈춰 서 취재진에게 “담담하다, 차분하다 피해 여성에 대해 개인적인 원한이나 감정은 없고 어찌 됐든 희생돼서 미안하고 송구하다”는 현재의 심경을 말하면서, 범행 동기에 대해선 “수사과정 중에 말했고 앞으로 재판과정에서 얘기할 것이다”라고 했으며 이날 현장검증은 피의자가 혼자서 범행 일체를 처음부터 끝까지 재현하도록 최종 점검을 하면서 30분에 걸쳐 실시되었다.

## 재판
검찰은 2016년 9월 30일 결심 공판에서 피의자 김씨에게 무기징역을 구형하고 20년의 치료감호, 전자팔찌 부착 명령을 청구하였다. 서울중앙지방법원 형사합의24부는 10월 14일 피의자 김씨에게 징역 30년을 선고하였다. 서울고등법원 형사2부는 2017년 1월 12일에 열린 항소심 선고 공판에서 검찰과 피고인의 항소를 모두 기각하고 1심이 선고한 징역 30년을 유지하였다. 대법원은 2017년 4월 13일 상고심에서 원심이 피고인 김씨에게 선고한 징역 30년을 확정하였다.

## 추모 운동과 갈등

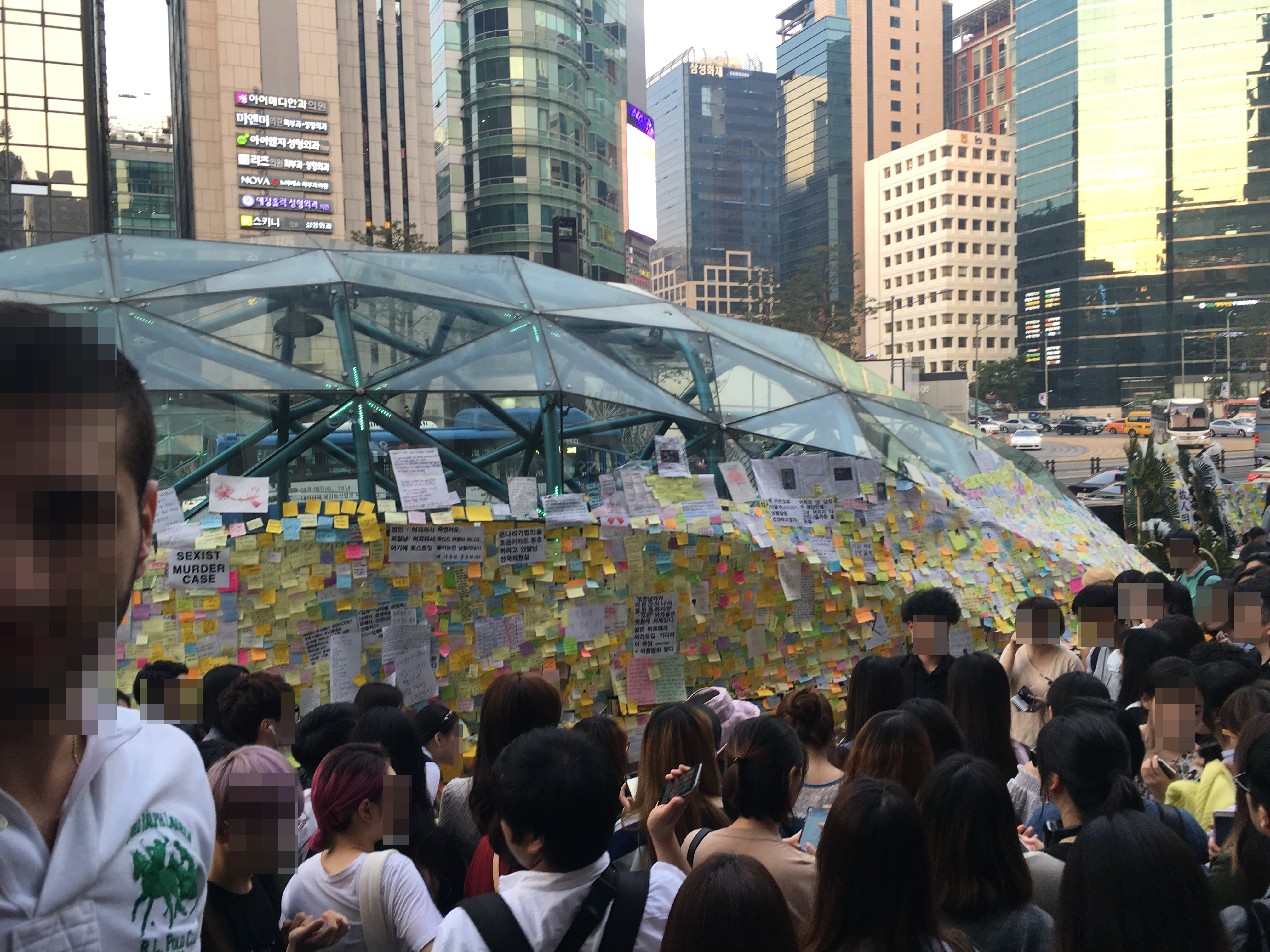
쪽지의 모음

한 네티즌의 제안으로 피해자의 추모 운동이 시작되어 사건 현장과 가까운 강남역 10번 출구에는 “여성 혐오는 사회적 문제”, “남아 있는 여성들이 더 좋은 세상 만들게요” 등 여성 혐오 문제를 지적하는 내용의 쪽지들이 붙었다. 강남역 10번 출구 사건 현장을 중심으로 피해자를 추모하는 뜻을 전하는 포스트잇과 국화가 놓여지는 등 여성 혐오 문제에 대하여 사회적 논란이 일었다. 한편 이 사건을 여성 혐오 범죄로 해석하는 것을 비약이라고 주장하며, “피해의식이 있는 여성들이 사건을 지나치게 확대하고 있다”, “남자라는 이유만으로 잠재적 범죄자 취급을 받아야 하는 거냐”, “가난한 사람이 부자를 살해하면 가난한 사람도 잠재적 살인자냐” 등의 글이 SNS에 올라오고 강남역에는 "남자라서 죽은 천안함 용사들을 잊지 맙시다"이라고 쓰여진 리본이 달린 화환이 5월 19일에 도착하였으나, 이후 피해 여성을 추모하는 시민에 의하여 추모 포스트잇으로 리본이 가려졌고, 결국 리본이 제거되었다.
5월 20일에는 강남역 10번 출구에 분홍색 코끼리 탈을 쓴 남자가 "“육식동물이 나쁜 게 아니라 범죄를 저지르는 동물이 나쁜 겁니다… 선입견 없는, 편견 없는 주토피아 대한민국. 현재 세계 치안 1위지만 더 안전한 대한민국 남·여 함께 만들어요”란 내용의 화이트보드를 들고 서 있었다. 이를 본 일부 워마드 회원이 “일베 회원이 아니라면 당당하게 탈을 벗어봐라”며 탈을 벗기려고 하였다. 이어 물리적 충돌이 발생해 결국 서초경찰서 소속 경찰이 출동해 상황을 종료시켰다. 일베저장소에는 "탈을 쓰고 추모 현장 갈 것'이라고 예고한 글이 게시된 것으로 알려졌다. 5월 21일 오후에는 수백 명의 추모객이 참여하여 강남역과 사건이 일어난 현장을 오가는 추모 행진이 열렸으며, 행사에는 일베저장소 회원 등이 나타나 추모객들과 언쟁을 벌이기도 하였다. 충돌을 우려하여 경찰 수십 명이 출동해 현장에 배치되었다.

## 논란

### 언론
일부 언론에서는 강남역 살인 사건으로 보도했으나, 실제 일어난 장소는 강남역이 아닌 서초동에 위치한 남경빌딩 남녀공용 화장실이다.

### 여성 혐오
수사 기관 등 행정 부처의 입장과 달리 야당, 학계, 시민사회단체의 일부 전문가들은 "정신질환과 여성 혐오는 배타적인 것이 아니며 정신질환 범죄인 동시에 여성 혐오 범죄일 가능성"이 있다는 의견을 내며 혐오범죄 여부에 대한 양론이 펼쳐지기도 했다. 또한 서울지방경찰청은 전날 "프로파일러(범죄심리분석관) 5명이 19일과 20일 두 차례 면담을 통해 김씨의 심리를 종합 분석한 결과, 이번 사건은 전형적인 피해망상 조현병에 의한 '묻지 마 범죄'라고 결론 내렸다"고 밝혔으며, 대중의 사건에 대한 반응 자체를 분석했다. 이들은 범죄의 본질과 상관없이 사건에 대한 여성과 남성의 반응 자체가 정치, 사회, 문화의 현황을 반영하기 때문에 중요하다는 입장이다.

#### 여성혐오가 원인이었다고 보는 입장
원외 정당인 노동당은 논평에서 이 사건을 '여성혐오범죄'라 평하면서 "‘묻지마 살인’은 불특정 다수를 향한 충동적인 가해 행위를 특징으로 하는 범죄를 일컫는다. 이번 강남역에서 벌어진 살인사건은 ‘불특정 다수’를 향해있지도, 충동적이지도 않았다. 그는 범행 장소를 선택했고, 1시간 이상 ‘여성’이 들어오기를 기다렸다. 그리고 '여성에게 무시당해서'라는 범행 동기는 이 사건은 ‘묻지마 살인’이 아니라, 여성혐오에 기인한 살인이라는 것을 증명한다. 여성혐오범죄임을 부정하고 대책을 세우지 않는 것은 비슷한 또다른 여성혐오범죄를 초래할 수 있다"라고 밝혔다.
홍성수 숙명여자대학교 법학부 교수는 "그냥 '아무 사람'이 아니라 '여성 중 아무 사람'을 대상으로 한 사건이기 때문에 여성 혐오 사건으로 보기에 무리가 없다"고 평했다. 홍성수는 "범죄의 대상이 '아무 사람' 대 '여성 중 아무 사람'의 문제였던 이상, 이번 사건을 여성 혐오 범죄로 보는 것에 무리가 없다고 본다. 이런 범죄의 문제를 중하게 봐야 한다. 정당하지 않은 분노를 기반으로 해 범죄가 잔혹한 경우가 많다. 어떤 집단 모두를 대상으로 삼기에 그 집단에 속한 구성원들이 공포에 시달린다. 불특정인을 대상으로 하는 '묻지마 폭력'이면 잠재적 피해자의 범위가 넓어져 '내 문제'로 여겨질 가능성이 낮다. 하지만 여성, 외국인, 성소수자 등과 같이 특정 집단을 향한 범죄가 빈발하면, 그 집단 구성원들에게 당장 '내 문제'가 된다."고 분석했다.
한국성폭력상담소 방이슬은 "가해자의 신상이나 관련 정보를 통해 이 사건을 여성 혐오와 무관하다고 보는 것이 오히려 현실에 동떨어진 것인데, 원래 여성 혐오 자체가 논리적으로 타당한 근거를 가지고 행해지는 것이 아니라 단지 여성이라는 이유만으로 행해지는 것이기 때문"이라는 입장이다.
서울대학교 사회학과 배은경 교수는 이 사건이 "만약에 진짜 조현병 증상 때문에 생긴 거라고 보면 오히려 여성 혐오가 작동한 무의식을 잘 보여주는 것"이라며 "비합리적이고 비이성적인 사고를 했을 때 보인 공격성이라는 것이 여성을 향하게 되는 그 무의식적 구조를 잘 보여주는 것"이라고 말했다.
남성 위주의 사회에서 여성이 상대적으로 약자일 수밖에 없는 상황에서 여성들의 이같은 움직임은 당연하다고 보는 의견도 있다. 신광영 교수는 "이번 사건은 무고한 여성이 희생됐고 여성 혐오가 바탕이 된 범죄"라며 "추모 운동으로 인해 여성 혐오에 대한 사회적 차원의 새로운 인식과 대응을 강하게 요구하고 중요성을 새롭게 인식하는 계기가 될 수 있다"고 말했다. 신 교수는 "이런 움직임을 과잉 반응이라고 바라본다는 자체가 젠더(gender) 인식 교육이 제대로 이뤄지지 않았다는 것을 뜻한다"며 "한국사회 전체가 남성 중심적이다. 언어폭력, 신체폭력, 살인까지 양상은 다르지만 여성 혐오에 토대를 두고 발생하고 있다. 더 이상 개인의 문제가 아니라 사회의 문제라고 볼 수 있다"고 강조했다. 그는 "외국인, 여성, 소수인종 등에 대한 공개적인 증오 발언과 범죄는 입법을 통해서 처벌을 받아야 한다"며 "또한 교육을 통해서 심각한 범죄라는 인식을 강화해야 한다"고 덧붙였다.

#### 여성혐오가 원인이었다고 보기 어렵다는 입장
오윤성 교수는 “피해자 측면에서 본다면 ‘여성이라고 하는 약한 상대를 선택했다’는 의미 그 이상도 그 이하도 아니”라고 설명했다. “지역적 상징성이 있다고 본다”면서 “(피의자가) 오가는 젊은 커플들도 많고 그런 모습을 보면서 스트레스를 받았다고 추정되고, 강남이라는 지역에 대한 나름대로의 어떤 특별한 감정이 있지 않았겠는가 이렇게 생각된다”면서 “또 하나는 이 사람이 정신병력이 있다고 얘기되고 있기는 하지만, 만약에 ‘경찰에게 체포되지 않겠다’고 하는 전제로 생각을 했다면 자기는 ‘뭔가 해냈다’는 만족감을 계속 오가면서 볼 수 있다는 그런 의미도 있다”고 설명했다. 끝으로 “묻지마 살인이라고 하는 것은 사회에 대한 불만이라든가 이런 것들을 뭔가 적절히 해소할 수 있는 대상을 찾지 못하는 그런 상황에서 자신의 스트레스를 해소하는 하나의 방편으로 선택하는 불특정 다수의 범죄”라면서 “그것을 해결하기 위해서는 우리 사회 전체가 그러한 사람들에 대해서 관심을 가지고 소통을 통해서 부정적인 측면을 조금씩 해소해 나가는 것이 일종의 방법”이라고 하였다. 여성혐오 논란에서는 “여성혐오를 너무 강조하는 것은 이 사건을 본말이 전도될 수 있는 위험성이 있다”있으며 “지금 일각에서 여성혐오 범죄라고 하는 나름대로의 용어가 명명 돼 성 간 대결 개념이 상당히 강조되고 있다”면서 “범인 진술 하나에 사회가 들썩대는 것은 바람직하지 않다”고 밝혔다. 강남역 관련 추모 현상에는 “1차적인 것은 이 지역(강남역)을 오가는 여성들 중에는 아무래도 젊은 여성들이 상당히 많기 때문”이라면서 “‘나도 저 사람이 될 수 있다’는 두려움증, 일종의 심리공황상태가 퍼지고 있는 것으로 본다”고 분석했다.
프로파일러를 한 바가 있는 표창원 더불어 민주당 소속의 제20대 국회의원 당선인은 "피의자의 정신질환 경력 등 '여성혐오 범죄'로 단정짓기 어려운 것은 분명"하다면서도 "낯모르는, 관계없는 여성을 대상으로 한 범죄임은 분명하며 그 저변에는 일베와 소라넷 등으로 대변되는 비뚤어진 남성중심주의 하위문화가 존재하는 것도 사실이다."라고 밝혔다. 한편, 강남역 살인사건에 대해 "범죄의 정치화는 반대한다"는 의견을 표명했다.
"여성을 표적으로 했다"는 진술 자체가 "신빙성이 없다"고 보는 입장인 이수정 경기대학교 범죄심리학과 교수는 가해자와 면담한 뒤 "실제로 피의자를 면담해 보니까 조현병의 정도가 굉장히 심하고 그래서 조현병 중에 편집성 정신분열병이어서 피해망상의 수준이 거의 현실적인 판단을 하기가 굉장히 어려울 정도였기 때문에 이게 어떤 특정한 집단에 대한 혐오감에 의해서 의식적인 선택에 의한 범죄라고 보기가 어려웠던 것 같"다며 "피의자는 4번이나 치료를 받은 정신분열환자다. 환각이나 망각 상태에서 자기보다 약해 보이는 대상을 공격한 것이지 여성 혐오 범죄라고 보면 안 된다"고 단언했다. 또한 "정신질환자에 대한 관리가 부실"함을 강조했다. 한편 약물에 의한 정신병 치료는 생각보다 효과가 많다면서 "누군가의 보호에 의해서 지금 약물을 계속 복용을 했었다면 그랬다면 아마 지금 이 사건이 발생을 안 했을" 것이라는 의견을 내었다.

#### 여성혐오 및 조현병 모두 원인이었다고 보는 입장
건국대학교 경찰행정학과 이웅혁 교수는 여성혐오 범죄로 볼 수 없을 경우와 여성혐오와 정신질환 두 가지 요소가 결합해 있을 경우를 모두 설명하였다. 이웅혁은 우선 경찰이 여성혐오 범죄가 아니라고 본 이유는 경찰이 피의자가 여성을 표적으로 했다는 진술 자체가 신빙성이 없다고 봤기 때문이라고 설명하였다. 하지만 정신병이라도 만약에 여성을 표적으로 했다는 동기가 진실이라고 한다면 혐오 범죄로 볼 수 있는 사건이라고도 설명하였다. 그는 "본인이 사회생활을 하면서 여성에게 접근했을 때 배제를 당한다거나, 이와 같은 심적인 충격이 있었기 때문에 이것을 하나의 소재로 만들어서 정신적 판단에 하자가 있었던 것 아닌가. 그렇다고 본다면 이것을 지금까지 발생했던 단순한 무동기 범죄, 이른바 묻지마 범죄의 양상으로 보기에는 조금 다른 성격을 분명히 가지고 있다. 왜냐면 최근에 우리 사회에서 생기고 있는 이른바 여성에 대한 혐오, 비하적 표현들과 분위기가 상당 부분 있었다. 예를 들면 ‘김치녀’라든가 ‘된장녀’라든가, 이 외에도 여러 비하적인 표현들, 그것은 분명히 일부 배제되고 소외된 남성들에 의해서 여성에 대한 막연한 증오와 혐오는 분명히 있었다."라고 말하였다. 이 사건의 파장이 커지는 원인에 대해서는 "일단은 대부분의 여성들이 이번 사건에 대해서 상당부분 공감을 하고 있는 것으로 해석이 될 수 있을 것 같다. 나도 저와 같은 피해자가 충분히 될 수 있다는 것에 대한 공감, 그리고 여성의 사회 구조적인 차별적 대우, 임금구조라든가, 기타 여러 가지 사회 경제적 위치라든지, 이것에 대해서 상당 부분 공감을 한다, 이런 의미에서 추모에 동참하고 있는 것 같다."고 말했다.

#### 여성혐오 및 조현병을 분리해서 보기 어려운 경우라는 입장
서천석 청소년정신과 전문의는 “정신병의 증상은 사회적 맥락 속에 있다”면서 “문제는 그가 ‘여성들이 나를 무시해서’ 범죄를 저질렀다고 말한 것이다. 이 말은 사회적 맥락을 갖고 있고 그것은 ‘여성혐오’”라고 지적했다. “과거 권위주의 독재 시절에는 많은 조현병 환자들이 환청을 호소하면서 중앙정보부가 나를 미행하고 도청하고 있다는 이야기”를 했고, “80년대 후반에는 CIA”가, “2000년대 이후에는 삼성이 소재가 되는 경우도 있었”던 것처럼 현재 ‘여성혐오’가 등장한 것을 주목해야 한다는 것이다"면서 “여성 혐오 의식이 정신병의 증상으로까지 발전하고 있다면 그 심각성을 인정하고, 사회 전반에서 이런 의식이 자리잡지 못하도록 구조적 개혁을 하고 의식의 변화를 추구해야"한다고 하고 “‘정신병이 범죄의 원인이냐? 아니면 여혐이 원인이냐?’ 이런 수준 낮은 논쟁은 이젠 멈춰야 한다”고 주장하였다. 대중의 반응에 대해서는 "이 사건이 큰 이슈가 된 이유는 한 범죄자의 말 때문이 아니라 그 범죄가 일어난 우리 사회의 위험한 현실 때문이다. 강력 사건의 희생자 비율이 남성에 비해 여성이 8배가 넘는 통계로 알 수 있듯 여성들이 안전하지 않기 때문이다."라고 분석했다.
이나영 중앙대학교 사회학과 교수는 "직접적인 혐오 범죄로 볼 순 없지만, 무의식에 각인된 혐오로 인한 범죄로 볼 수 있을 것 같다"고 진단했다. 또 "한 개인이 여성 혐오감을 느끼고 살인했는지보다는 사람들이 이 사건을 어떻게 받아들였느냐가 더 중요하다"는 평가도 했다."추모 쪽지 붙이기와 여성혐오 비판 운동에 많은 이들이 화답하는 등" 대중이 왜 여성혐오 범죄로 받아들이고서 이슈화했는지 그 맥락을 살펴야 한다는 것이다.

### 정신질환자 혐오
의료계 종사자들은 또한 이번 범죄가 ‘정신 질환’의 문제로 치부되는 것에 대해 상당한 우려를 하고 있다. 조현병과 극단적 폭력 간에는 인과관계가 없는데도 자칫 조현병 환자들에게 부당한 낙인효과를 가져올 수 있다는 것이다. 실제로 대검찰청이 작성한 《2011년 범죄분석 보고서》에 따르면 조현병 환자의 범죄율은 일반인의 10분의 1수준이다.

### 남녀 공용 화장실의 범죄 취약성
이 사건이 남녀 공용 화장실에서 발생하여, 도어록이나 잠금 장치가 없는 남녀 공용 화장실이 상대적으로 범죄에 취약하다는 것이 지적되었다. 표창원 국회의원 당선인은 이에 대해 "여성 등 사회적 약자가 안전하지 않은 환경설계(공용화장실 등) 및 치안선진국'을 강조하는 정부가 조장하는 지나친 범죄위험불감증도 문제의 한 부분을 차지한다"고 밝혔다.

## 같이 보기
- 대한민국의 여성주의#2015년 이후
- 인천 초등학생 살인 사건
- 강남역 화장실 살인사건 추모 운동
- 김학봉
- 여성 혐오
- 혐오 범죄
- 여성 살해
- 묻지마 범죄
- 유영철
- 아키하바라 살인 사건
- 칠곡 묻지마 살인사건
- 울산 삼산동 묻지마 살인 사건
- 서울 강서구 PC방 살인 사건
- 서울 강남구 여성 납치살인사건